# Inghirami (famiglia)
Gli Inghirami sono un'antica famiglia italiana.
Famiglia patrizia di Volterra.
Non è provato che abbiano origine dalla Sassonia. Nel X secolo erano presenti a Volterra, Roma e Prato.
Vantano tra gli esponenti Tommaso Inghirami, Geminiano Inghirami, l'ammiraglio Jacopo Inghirami (1565-1624), comandante la flotta dell'Ordine di Santo Stefano, l'archeologo Francesco Inghirami e suo fratello l'astronomo e sacerdote Giovanni Inghirami.